# 友愛百貨
友愛百貨為台灣宜蘭縣第一間綜合型百貨公司，位於宜蘭市舊城東路上，鄰近臺鐵宜蘭車站。1997年1月1日開幕，2016年3月31日結束營業。

## 簡介
友愛百貨所在之大樓為地上16層、地下3層之建築，總樓高66米，亦為宜蘭市最高的建築。百貨營業樓層最初為地上9層、地下1層，地下2至3層為停車場，營業面積約3,000坪，地上1層～地上6層為百貨，地上7層為友愛影城，地上8層為金馬宴會廳，地上9層～地上16層為友愛大飯店。
友愛百貨年營收最高曾達9億餘元，2007年營收約8億餘元，但2008年後受到蘭城新月廣場開幕影響，業績逐漸下滑，不僅地下1層的誠品書店搬遷過去，營業樓層亦由地上9層逐步縮減至地上4層，最終於2016年3月31日結束營業，轉型為友愛休閒商業大樓。
2024年5月31日，友愛影城結束營業。

## 樓層介紹
| 樓層    | 用途           |
| ------- | -------------- |
| 9F～16F | 友愛大飯店     |
| 8F      | 金馬宴會廳     |
| 7F      | （關閉閒置）   |
| 5F～6F  | 世界健身俱樂部 |
| 4F      | （關閉閒置）   |
| 1F～3F  | NET            |
| B1      | 好樂迪KTV      |
| B2～B3  | 停車場         |